# Cambarus tartarus
Cambarus tartarus är en kräftdjursart som beskrevs av Hobbs och M. R. Cooper 1972. Cambarus tartarus ingår i släktet Cambarus och familjen Cambaridae. IUCN kategoriserar arten globalt som akut hotad. Inga underarter finns listade i Catalogue of Life.